# Пахомов Сергій Ігорович
Сергій Ігорович Пахомов (прізвисько — Пахом ; нар. 4 листопада 1966, Москва, СРСР ) — радянський і російський андеґраундний актор, сценарист, музикант, дизайнер інтер'єрів, художник, який працює в авангардному стилі, артист у жанрі стендап-камеді. Найбільш відомий як виконавець ролі у фільмі «Зелений слоник». Учасник телешоу «Битва екстрасенсів» (2015).

## Біографія
Народився 4 листопада 1966 року в Москві . Дитинство Сергія проходило в неповній родині. Батько Пахомова, професор-біолог, пішов від матері, коли син перебував ще в дитячому віці. Є євреєм за батьком  . З ранніх років його переслідували видіння і галюцинації. 1981 року закінчив Краснопресненську художню школу, 1985 року завершив навчання в Московському художньо-промисловому училищі імені Калініна, в період відвідування якого особливо цікавився іконописом. У 1986 році перебував на лікуванні в психіатричній лікарні імені Кащенка, куди був направлений призовною комісією замість війни в Афганістані   . Іншими захопленнями Пахомова у 1980-х були гра в музичних групах, а також спорт і боротьба  . У 1984-1985 роках брав участь у квартирних виставках, а починаючи з 1988 року брав участь у більших виставках живопису — як у Росії, так і за кордоном, наприклад, у Нью-Йорку . Наприкінці 80-х вперше потрапив на телебачення в програму «Взгляд» завдяки своїй художній творчості  . У 1988-2000 вивчав сучасне мистецтво в Європі та США, бував у Нью-Йорку, Парижі, Марселі, Берліні  .
Популярність Сергію Пахомову принесла участь у зйомках фільмів Світлани Баскової : «Коккі — лікар, що біжить» (1998), « Зелений слоник » (1999), «П'ять пляшок горілки» (2002) і «Голова» (2003)  . Найпомітнішою для нього стала роль молодшого офіцера родом із села в резонансному фільмі «Зелений слоник», де герой Пахомова випорожнювався і поїдав свої випорожнення  .
У 2000 році Пахомов почав працювати у видавничому домі Hachette Filipacchi Shkulev, де надалі він призначався арт-директором низки глянцевих журналів. Так, у 2002-2007 роках художник редагував журнал «Elle Декор», у 2008 році — виконував обов'язки арт-директора «Marie Claire», а 1 липня 2009 року обійняв аналогічну посаду в редакції російської версії журналу «Elle»   . Також Пахом з'являвся у кількох випусках програми «Пізнаючи світ», де ведучим був сам Віктор Пузо.
Сам Пахомов нерідко називає те, що він робить, «сумішшю ідіотизму й абсурду»  . Виступає з лекціями і комічними монологами в жанрі стендап-камеді, бере участь у зйомках фільмів, займається дизайном інтер'єрів, виставляє свої картини на різних експозиціях. За власним зізнанням Пахомова журналу Rolling Stone Russia, він ніколи не прагнув заробити якомога більше грошей  :

## Особисте життя
Станом на березень 2007 року Сергій Пахомов не був одруженим, проте вже мав, за його словами, прийомного сина Івана , тоді як у квітневому інтерв'ю того самого року він сказав, що перебуває у шлюбі та має двох синів сімнадцяти та вісімнадцяти років, що, однак, не заважає йому захоплюватися «молодими бабами сімнадцяти-вісімнадцяти років» . В іншому інтерв'ю, 2009 року, розповідаючи про «гніт у [своєї] жопі», він згадав, що через цей «гніт» «ближні мої, рідні, дружина страждають». Незважаючи на це, ні ім'я дружини Пахомова, ні дата появи цієї жінки в його житті тривалий час невідомі  . Інші джерела повідомляють, що у Сергія Пахомова є син Павло  . Московський фешн-фотограф Іван Князєв розповів, що Сергій Пахомов — його вітчим .

## Фільмографія
Актор
| Рік  |   | Назва                                 | Роль                           |    |
| ---- | - | ------------------------------------- | ------------------------------ | -- |
| 1998 | ф | Коккі - доктор, що біжить             | хірург Женя                    | ру |
| 1999 | ф | Таємна естетика марсіанських шпигунів | Агент КДБ                      | ру |
| 1999 | ф | Зелений слоник                        | Той, що поїхав                 | ру |
| 2002 | ф | П'ять пляшок горілки                  | прибиральник                   | ру |
| 2003 | ф | Голова (фільм)                        | новий росіянин                 | ру |
| 2005 | ф | Удвох (фільм, 2005)                   |                                | ру |
| 2006 | ф | Моцарт (фільм)                        | помічник композитора           | ру |
| 2009 | ф | Пекло (фільм, 2009)                   |                                | ру |
| 2010 | с | Школа (телесеріал)                    | епізод                         | ру |
| 2011 | ф | Шапіто-шоу                            | бешкетник                      | ру |
| 2011 | ф | Зоряний ворс                          | відвідувач виставки            | ру |
| 2011 | с | Короткий курс щасливого життя         | Ільдар, свінгер (14, 15 серії) | ру |
| 2012 | ф | За Маркса...                          | бригадир, член профспілки      | ру |
| 2013 | ф | Все й одразу                          | дядько Тіми                    | ру |
| 2014 | с | Травневі стрічки                      | сторож                         | ру |
| 2020 | ф | Москви не буває                       |                                | ру |
| 2022 | ф | Казка для старих                      | кореш Молодшого                | ру |
| 2023 | ф | Удар                                  |                                | ру |

Сценарист
- «Фанданго для мавпи» ( 1992 )
- «Голова» ( 2003 )

Художник-постановник
- «Та й так» (2014)
- «Бонус» (2015)

## Дискографія
- Пахом та Вівісектор «Бонча» (Схід/Союз; 2008)
- Пахом «Життя - веселий карнавал» (Zenith/Союз; 2009)
- Пахом і Вівісектор "Москва" (Zenith/Союз; 2010)
- Пахом і Прохор «Курлик» (Союз; 2013)
- Пахом та Вівісектор «Arcadiя» (2016)
- Пахом та Альбіна Сексова «Мікрозайм» (2020)
- Пахом та Женя Куковеров «Еskimos» (2020)
- Пахом та VIA REBUS «Crazy Fire 18+» (2021)
- ПАХОМ ВАМ ПЕРЕДзвонить «КАФЕ-МОРГ» (2023)